# دوري أذربيجان الممتاز 2003-04
دوري أذربيجان الممتاز 2003-04 (بالأذرية: Azərbaycan Top Liqası 2003/2004)‏ هو الموسم 12 من  دوري أذربيجان الممتاز. أقيم خلال الفترة 17 مايو 2003 وحتى 5 مايو 2004، وأشرف على تنظيمه اتحاد أذربيجان لكرة القدم، وكان عدد الأندية المشاركة فيه  15، وفاز فيه نادي نيفتشي باكو.